# Verkkosaari (ö i Mellersta Finland, Jyväskylä, lat 62,54, long 25,83)
Verkkosaari är en ö i Finland. Den ligger i sjön Aatunselkä och i kommunen Laukas i den ekonomiska regionen  Jyväskylä ekonomiska region  och landskapet Mellersta Finland, i den centrala delen av landet, 270 km norr om huvudstaden Helsingfors. Öns area är 1 hektar och dess största längd är 160 meter i sydöst-nordvästlig riktning.